# Janusz Stepnowski
Mons. Janusz Bogusław Stepnowski (* 11. července 1958, Ostrolenka, Mazovské vojvodství) je polský římskokatolický duchovní a biskup lomžanský. 

## Život
Po maturitě na střední technické škole (1979) vstoupil do lomžanského vyššího semináře byl v roce 1985 vysvěcen na kněze a inkardinován do lomžanské diecéze. Následně studoval na Katolické univerzitě v Lublinu, v letech 1985–1988 studoval na právnické fakultě Navarrské univerzity, kde v roce 1988 získal doktorát z kanonického práva. Jazykové znalosti si doplnil na Univerzitě pro cizince v Perugii (1988–1989), přičemž zároveň vykonával pastoraci v diecézi Terni. Roku 1989 také začal pracovat na vatikánské Kongregaci pro biskupy. V roce 2005 byl jmenován prelátem Jeho Svatosti.
Roku 2011 jej papež Benedikt XVI. jmenoval biskupem lomžanským, téhož roku přijal biskupské svěcení a nastoupil do úřadu. V rámci Polské biskupské konference má na starosti kontakty s COMECE (od 2012), je delegátem pro pastoraci právníků a má na starosti i ekumenismus. V rámci COMECE je předsedou výboru pro kulturu a vzdělávání.